# Muanda
Muanda (o Moanda) è una città della Repubblica Democratica del Congo, situata nella Provincia del Congo Centrale.